# Associação de Natação do Norte de Portugal
A Associação de Natação do Norte de Portugal (acrónimo: ANNP) é o organismo que tutela as competições, clubes e atletas do Distrito do Porto, abrangendo ainda parte do Distrito de Braga e Aveiro.
Foi fundada em 1920 como Liga Portuguesa dos Amadores de Natação, sofrendo várias mudanças de nome ao longo da sua história. Em 1930 passou a designar-se por Delegação no Porto da Liga Portuguesa dos Clubes de Natação, seguindo-se Associação Portuense de Natação para sofrer nova alteração em 1949 com a designação de Associação de Natação do Porto. Face ao aparecimento de um vasto número de clubes na Zona Norte do País, em 1996 passa a ter a denominação de Associação de Natação do Norte de Portugal.
É atualmente a maior Associação Distrital do País, sendo constituída por 33 clubes, 2199 atletas (1311 de natação pura, 799 de pólo aquático, 22 de natação sincronizada, 6 de águas abertas e 61 Masters), 104 treinadores, 105 dirigentes e 101 árbitros.

## Clubes afiliados
- Ginásio Clube de Santo Tirso
- Clube de Natação da Maia
- Associação Desportiva de Penafiel
- Serviços Sociais Câmara Municipal de Paredes/Rota dos Móveis
- Lousada Século XXI
- Foca - Clube de Natação de Felgueiras
- Clube Fluvial Vilacondense
- Centro Desportivo Universitário do Porto
- Clube Naval Povoense
- Associação Desenvolvimento Desportivo Cultural Educativo de Gondomar
- Clube de Natação de Valongo
- Clube Fluvial Portuense
- Clube de Propaganda da Natação
- Clube Aquático Pacense
- Grupo Desportivo Natação Vila Nova de Famalicão
- Associação Desportiva de Fafe
- Leixões Sport Clube
- Vitória Sport Clube
- Futebol Clube do Porto Natação
- Associação Desportiva de Amarante
- Colégio Liceal de Santa Maria de Lamas
- Associação Cultural e Recreativa de Santa Cruz do Douro
- Associação de Proprietários da Urbanização Vila d'Este

## Competições
Duas provas de natação pura da ANNP integram o calendário da Liga Europeia de Natação (acrónimo: LEN): Meeting Internacional do Porto e Meeting Internacional da Póvoa de Varzim.

### Calendário Regional

#### Natação Pura
- Prova de Preparação de Juvenis
- Prova de Preparação de Juniores/Seniores
- Prova de Preparação de Infantis
- Prova de Preparação de Cadetes A/B
- Prova de Preparação Masters «Open»
- Campeonatos Regionais de Absolutos
- Torneio Regional de Juvenis
- Trial Meet Clube Fluvial Vilacondense/Leixões/Famalicão
- Encontro de Técnicas Alternadas
- Torneio Regional de Infantis
- Torregri 1 - Cadetes A/B
- Torneio Cidade da Maia
- Festival dos 200 de Absolutos
- Festival dos 200 de Infantis
- Prova de Preparação 2 de Cadetes A/B
- Campeonatos Regionais Infantis de Inverno
- Campeonatos Regionais Juvenis
- Torneio Cidade de Vila do Conde
- Torneio Zonal
- Campeonatos Regionais de Juniores/Seniores
- Encontro de Técnicas Simultâneas de Cadetes B
- Torregri 2 de Cadetes A/B
- Torneio Técnicas Simultâneas
- Torneio Cidade de Valongo
- Torneio do Mar
- Torneio Nadador Completo de Juvenis
- Torneio Nadador Completo de Infantis
- Torneio Nadador Especialista de Juvenis e Absolutos
- Torneio de Fundo de Cadetes A/B
- Torneio ANNP/TYR de Infantis
- Encontro de Técnicas Combinadas de Cadetes B
- Torneio Cidade de Fafe
- Torneio Masters ANNP «Open»
- Campeonatos Regionais Absolutos
- Campeonatos Regionais de Infantis de Verão
- Torregri 3 de Cadetes A/B
- Troféu Speedo

#### Pólo Aquático
- Campeonatos Regionais de Infantis Femininos
- Campeonatos Regionais de Juvenis Femininos
- Campeonatos Regionais de Juniores Femininos
- Campeonatos Regionais de Cadetes Misto
- Campeonatos Regionais de Infantis Masculinos
- Campeonatos Regionais de Juvenis Masculinos
- Campeonatos Regionais de Juniores Masculinos
- Campeonatos Regionais de Seniores Masculinos da II Divisão
- Circuito Regional de Beach Polo

#### Águas Abertas
- Prova da Barragem da Queimadela, Fafe